# Reed Hadley
Reed Hadley, nato Reed Herring (Petrolia, 25 giugno 1911 – Los Angeles, 11 dicembre 1974), è stato un attore statunitense.

## Filmografia parziale

### Cinema
- Zorro (Zorro's Fighting Legion), regia di John English e William Witney (1939) - serial
- Questa donna è mia (I Take This Woman), regia di W.S. Van Dyke (1940)
- Una campana per Adano (A Bell for Adano), regia di Henry King (1945)
- Femmina folle (Leave Her to Heaven), regia di John M. Stahl (1945)
- Ho ucciso Jess il bandito (I Shot Jesse James), regia di Samuel Fuller (1949)
- Nessuno deve amarti (The Return of Jesse James), regia di Arthur Hilton (1950)
- Il colonnello Hollister (Dallas), regia di Stuart Heisler (1950)
- FBI operazione Las Vegas (Highway Dragnet), regia di Nathan H. Juran (1954)
- Un pugno di criminali (Big House, U.S.A.), regia di Howard W. Koch (1955)

### Televisione
- Crossroads – serie TV, episodio 1x34 (1956)
- Navy Log – serie TV, episodio 3x11 (1957)
- The Restless Gun – serie TV, episodi 1x31-2x37 (1958-1959)
- Tightrope – serie TV, episodio 1x35 (1960)
- Hondo – serie TV, episodio 1x13 (1967)